# 仁淀消防組合
仁淀消防組合（によどしょうぼうくみあい）は、高知県吾川郡いの町および高岡郡日高村が組織する一部事務組合（消防組合）である。

## 概要
- 消防本部：吾川郡いの町西町1
- 管内面積：515.59km2
- 職員定数：59名
- 消防署1カ所、分署2カ所
- 主力機械（2018年4月1日現在）
  - 普通消防ポンプ自動車：1
  - 水槽付消防ポンプ自動車：3
  - 救助工作車：1
  - 指令車：3
  - 広報車：2
  - 高規格救急自動車：4
  - 患者搬送車（軽自動車）：1

## 沿革
- 1973年（昭和48年）3月21日 - 吾川郡伊野町・春野町・吾北村および高岡郡日高村の2町2村により仁淀消防組合が発足。
- 2004年（平成16年）10月1日 - 伊野町・吾北村および土佐郡本川村が合併しいの町が発足したことに伴い、組合の構成自治体が2町1村となる。旧本川村域の常備消防は嶺北広域行政事務組合消防本部が引き続き管轄する。
- 2006年（平成18年）4月1日 - いの町の旧本川村域の常備消防が嶺北広域行政事務組合消防本部から移管される。
- 2008年（平成20年）1月1日 - 春野町が高知市と合併し組合を脱退したため、組合の構成自治体が1町1村となる。春野分署を高知市消防局に移管する。

## 組織
- 消防本部－総務課、警防課
- 消防署

## 消防署
| 消防署             | 住所              | 分署                                                       |
| ------------------ | ----------------- | ---------------------------------------------------------- |
| 仁淀消防組合消防署 | 吾川郡いの町西町1 | 吾北：吾川郡いの町上八川甲1852 日高：高岡郡日高村本郷200-8 |